# Église Saint-Jean-Baptiste de Carrières-sur-Seine
Pour les articles homonymes, voir Église Saint-Jean-Baptiste.
L'église paroissiale catholique Saint-Jean-Baptiste de Carrières-sur-Seine, commune du département des Yvelines en région Île-de-France , a été construite dans la première moitié du XIIIe siècle. Elle est inscrite sur la liste de l'Inventaire général du patrimoine culturel de France.

## Historique
Avant même que l'église actuelle ne soit construite au sommet d'une colline, il existait une modeste chapelle en bord de Seine à Carrières-sur-Seine, autrefois appelée Carrières-Saint-Denis. Avec la construction de la nouvelle église dans les années qui suivirent 1226, le lieu fut élevé au rang de paroisse. Le bas-côté nord a été construit en 1618, comme l'indique l'année sur un pilier de la nef. En 1812, d'importants travaux de construction ont lieu sous la direction de l'architecte Desmarais. La nef, le chœur et les chapelles latérales sont en grande partie démolis puis reconstruits.

## Description

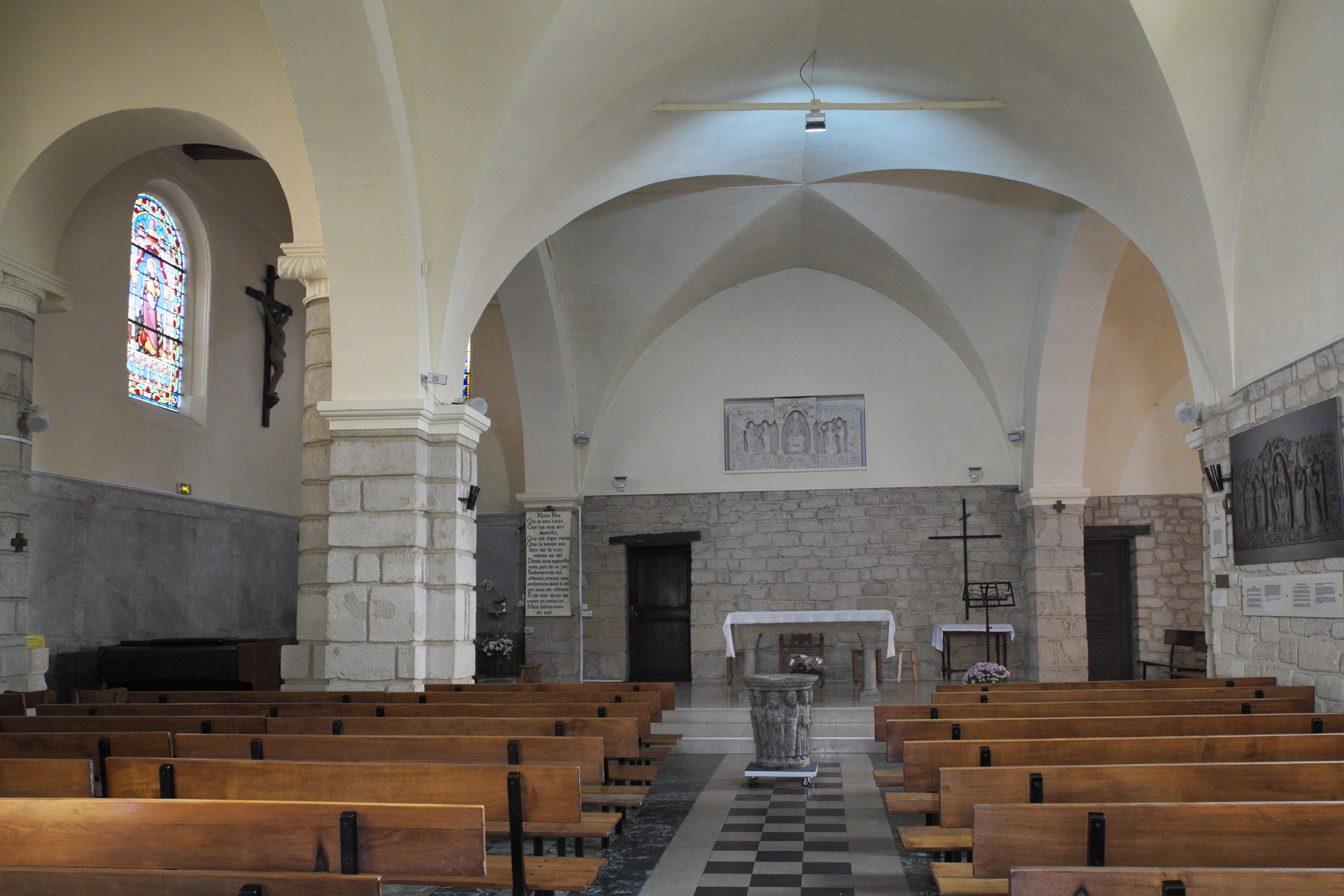
Espace intérieur

À l'angle nord-ouest de la nef s'élève le clocher carré couvert d'un toit pyramidal. L'édifice comporte deux nefs et se termine par un choeur  fermé à l'est. La nef principale est couverte d'une voûte d'arête, le bas-côté nord est voûté en berceau. Les voûtes reposent sur des piliers massifs et des colonnes murales, qui sont décorées de chapiteaux ioniques dans le bas-côté nord.

## Vitraux
L'église est pourvue de plusieurs vitraux. Deux d'entre eux sont datées de la fin du XIXe siècle. Un vitrail représente Sainte Marguerite d'Antioche avec ses attributs, la croix, une palme et le dragon. Sur l'autre vitrail se trouve l'archange Raphaël accompagnant le jeune Tobie. Tobias tient dans sa main un poisson dont la bile est censée guérir son père Tobie de sa cécité.
Le vitrail avec la scène de l'instruction de Marie porte la signature : "Ch. Champigneulle Paris 1923". Il a été réalisé dans l'atelier parisien du vitrail de Champigneulle, alors dirigé par Jacques-Charles Champigneulle (1907-1955), petit-fils du peintre verrier Louis-Charles-Marie Champigneulle (1853-1905). Un autre vitrail représente une Vierge à l'Enfant.

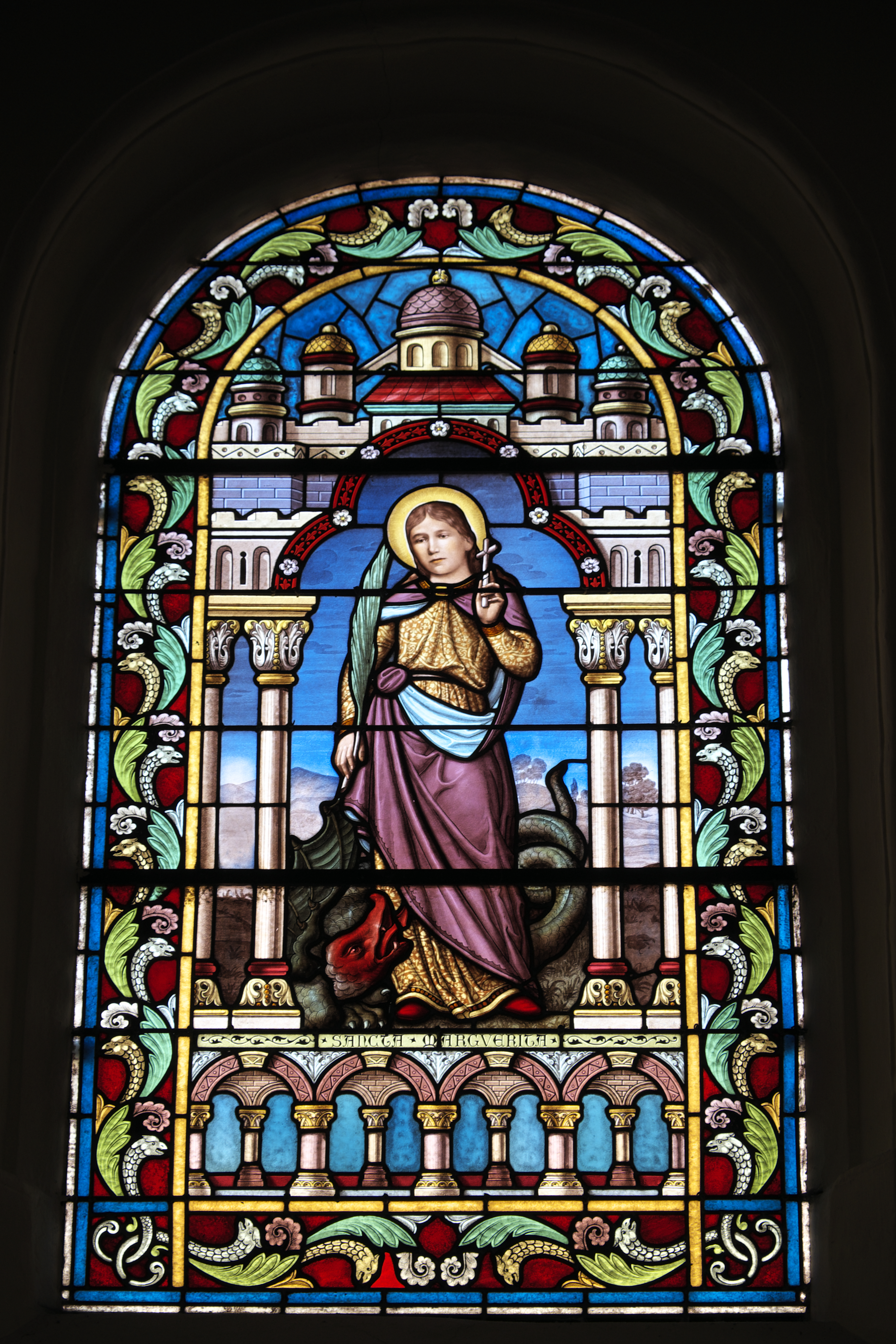
Sainte Marguerite d'Antioche
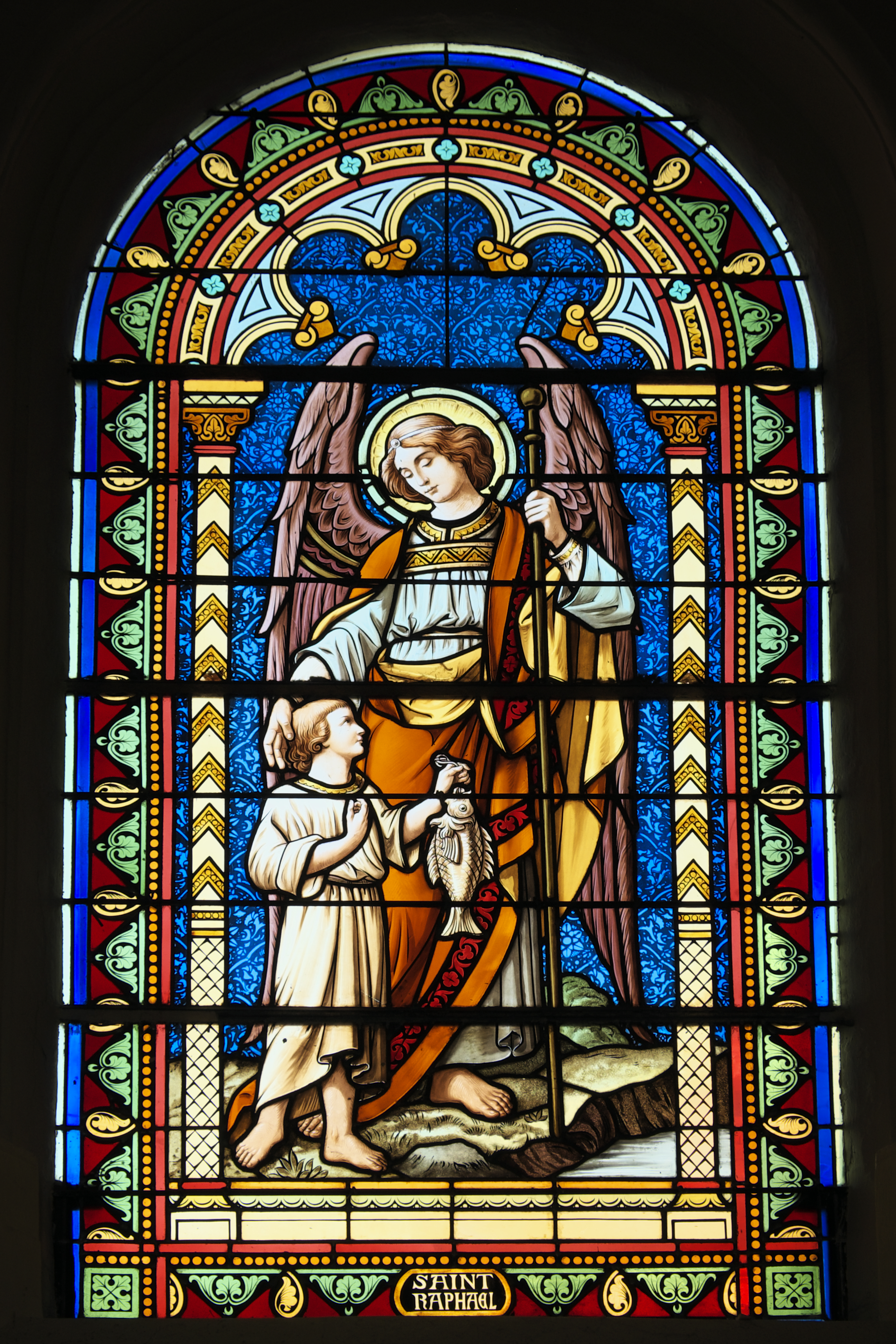
Archange Raphaël et Tobias
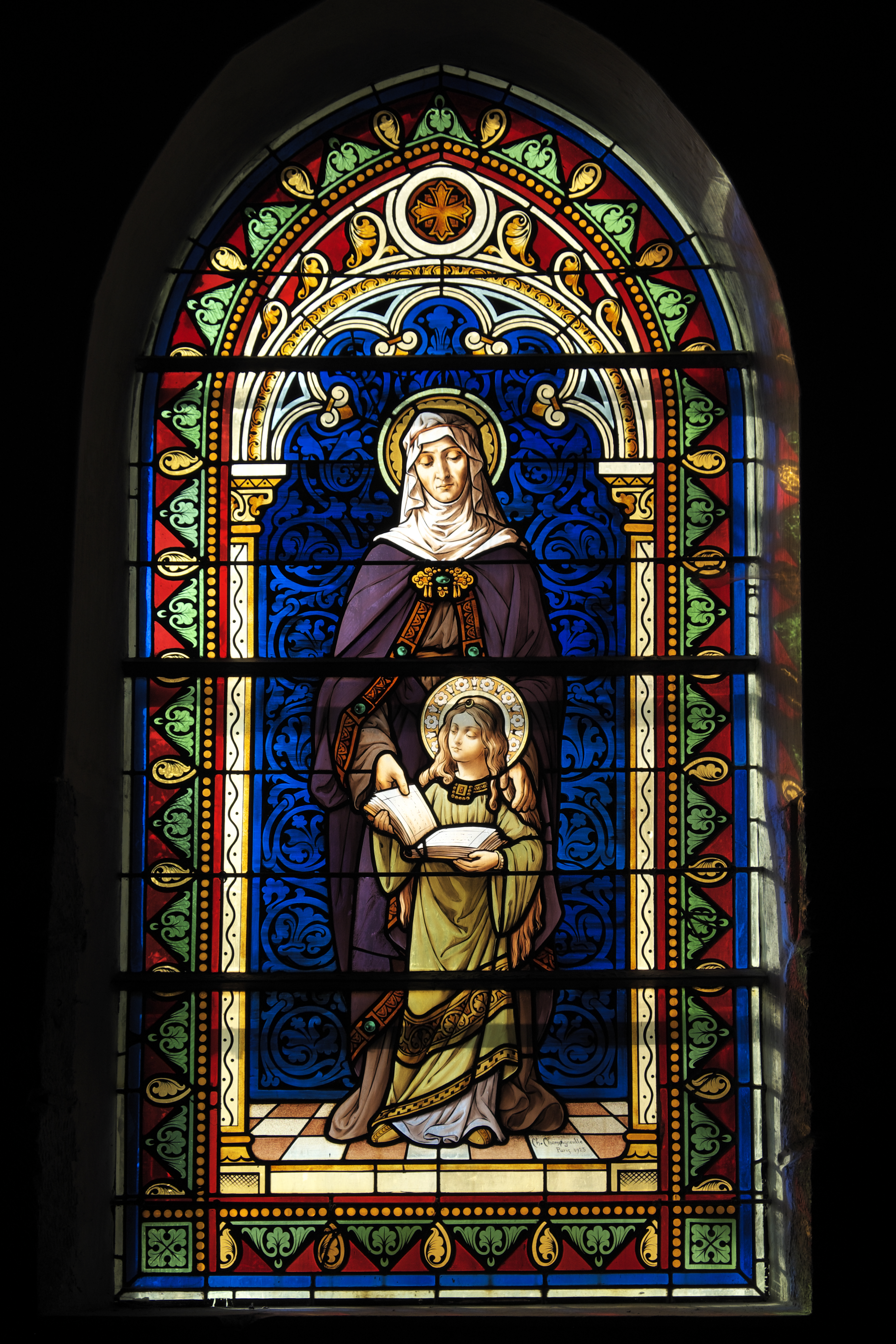
instruction de Marie
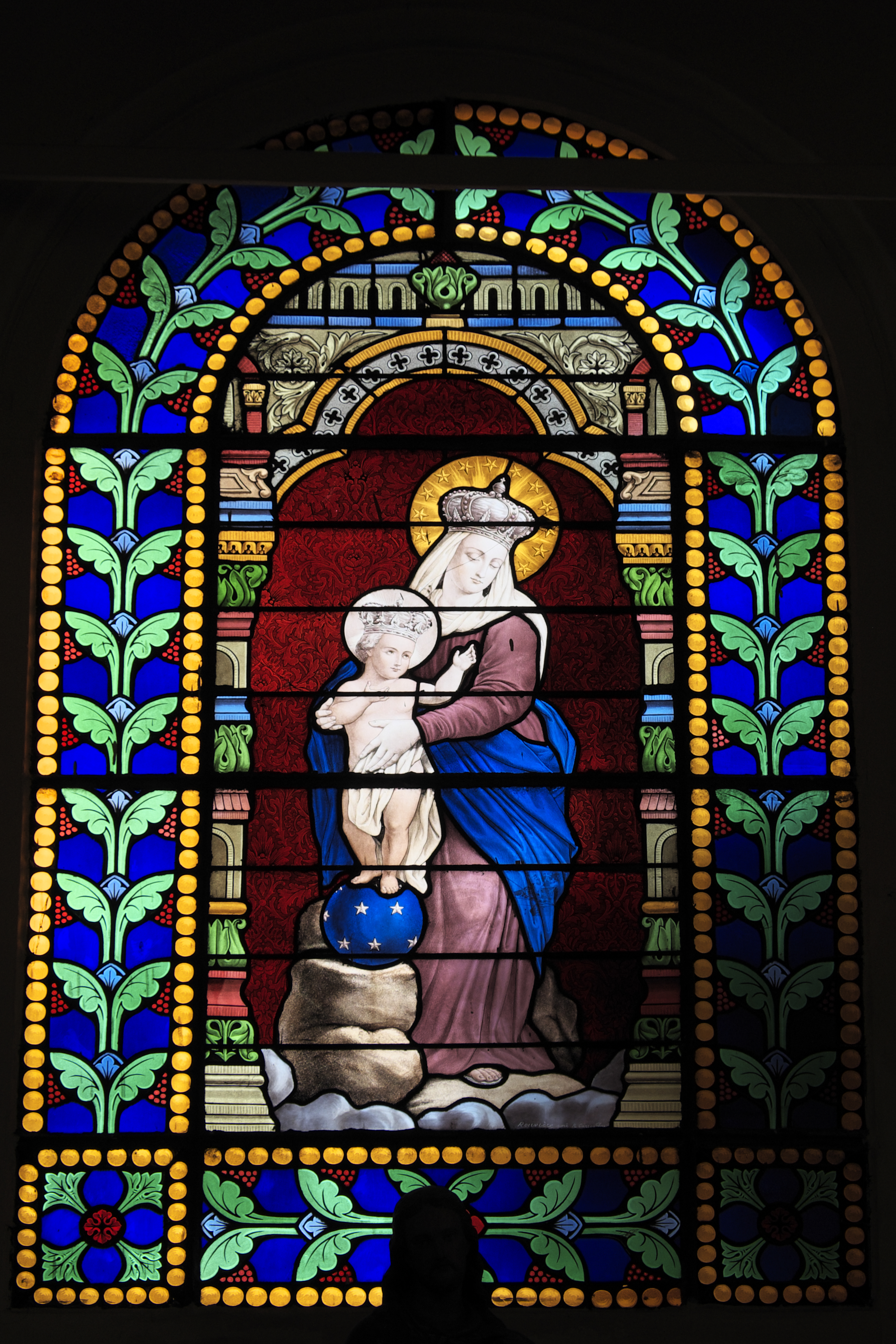
Vierge à l'enfant

## Retable

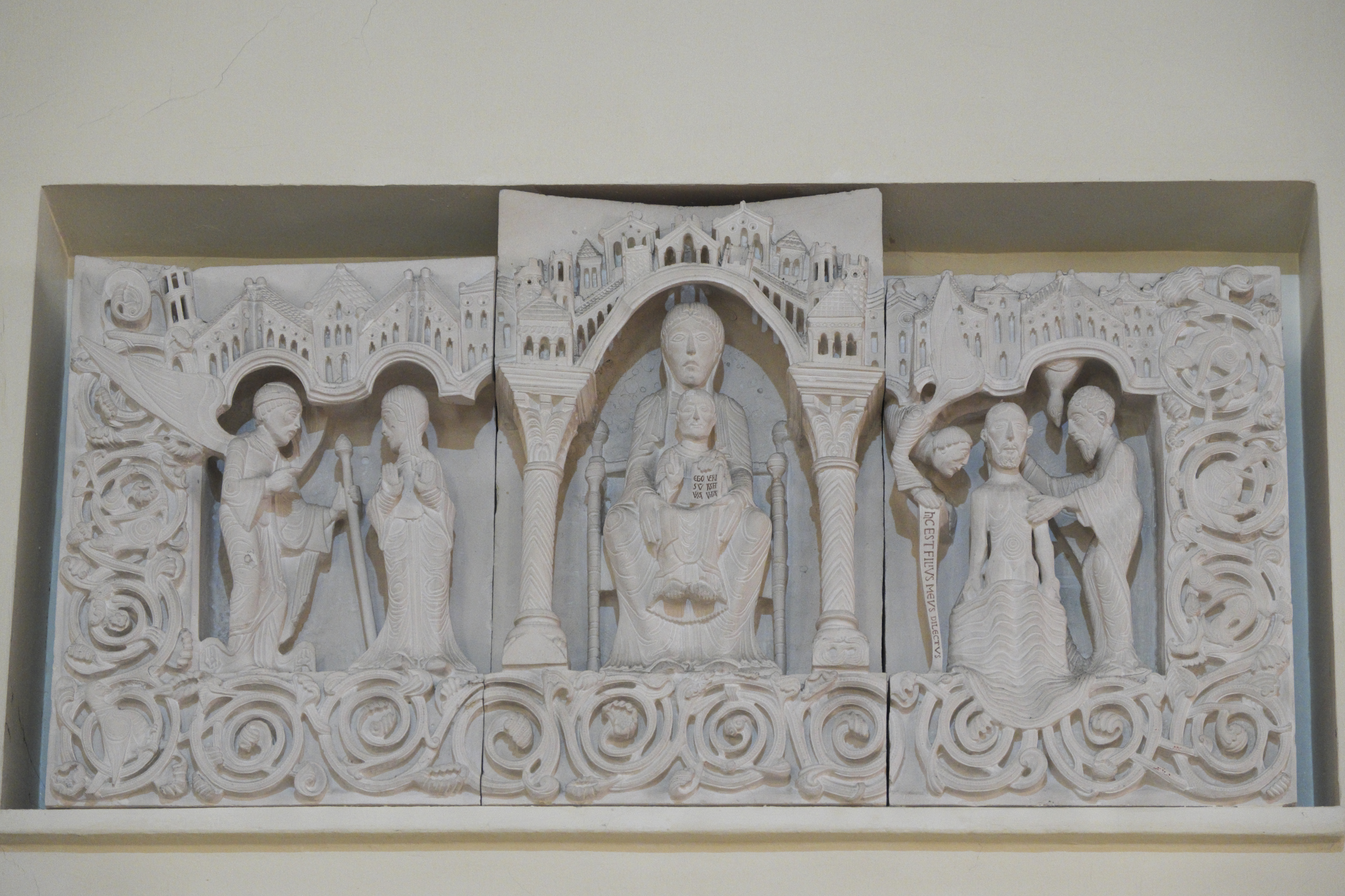
Retable (copie)

En 1835, lors des travaux de construction de l'église, on redécouvre un retable d'autel qui était alors caché derrière l'autel marial. Le triptyque, composé de trois blocs de calcaire sculptés de reliefs, date de la première moitié du XIIe siècle. La partie centrale montre une Madone intronisée, à gauche l'Annonciation et à droite le baptême de Jésus. Des traces de peintures antérieures sont encore visibles sur le retable, qui est inscrit sur la liste des monuments historiques de France. En 1999, une copie du retable, qui est conservée depuis 1915 dans le département de sculpture médiévale du musée du Louvre à Paris , est inaugurée dans l'église de Carrières-sur-Seine.